# Lijst van voetbalinterlands België - Noord-Ierland
Deze lijst van voetbalinterlands is een overzicht van alle officiële voetbalwedstrijden tussen de nationale teams van België en Noord-Ierland. De landen hebben tot op heden drie keer tegen elkaar gespeeld. De eerste wedstrijd, een kwalificatiewedstrijd voor het Wereldkampioenschap voetbal 1978, was op 10 november 1976 in Luik. Het laatste duel, een vriendschappelijke ontmoeting, vond plaats op 11 februari 1997 in Belfast.

## Wedstrijden
| № | Plaats  | Datum            | Competitie           | Wedstrijd              | Uitslag |
| - | ------- | ---------------- | -------------------- | ---------------------- | ------- |
| 1 | Luik    | 10 november 1976 | WK 1978 kwalificatie | België − Noord-Ierland | 2 − 0   |
| 2 | Belfast | 16 november 1977 | WK 1978 kwalificatie | Noord-Ierland − België | 3 − 0   |
| 3 | Belfast | 11 februari 1997 | Vriendschappelijk    | Noord-Ierland − België | 3 − 0   |

## Samenvatting
| Competitie        | Totaal gespeeld | Winst België | Gelijk | Winst Noord-Ierland | Doelsaldo België – Noord-Ierland |
| ----------------- | --------------- | ------------ | ------ | ------------------- | -------------------------------- |
| WK-kwalificatie   | 2               | 1            | 0      | 1                   | 2 − 3                            |
| Vriendschappelijk | 1               | 0            | 0      | 1                   | 0 − 3                            |
| Totaal            | 3               | 1            | 0      | 2                   | 2 − 6                            |

Wedstrijden bepaald door strafschoppen worden, in lijn met de FIFA, als een gelijkspel gerekend.